# 安菲翁和齊薩斯

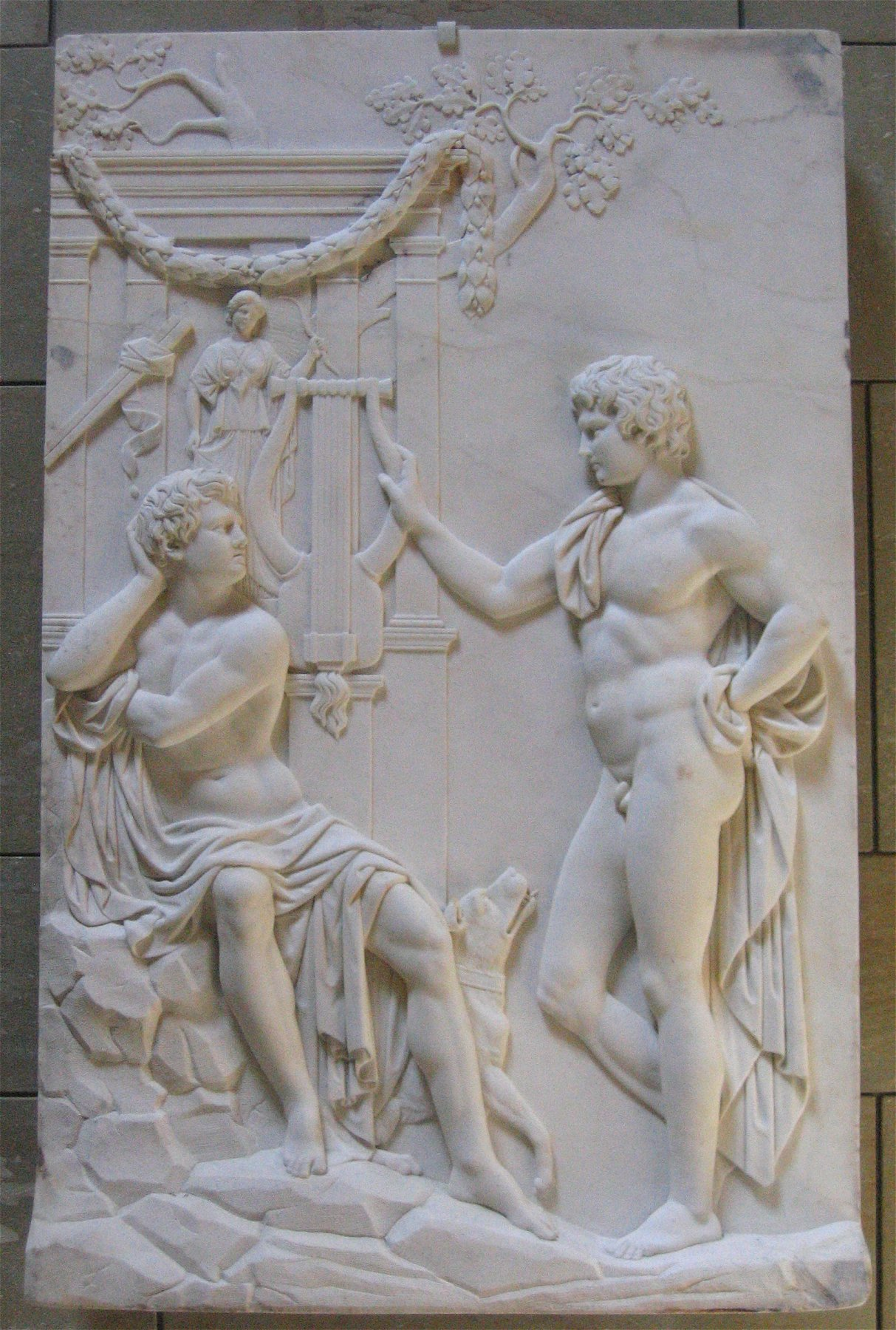
安菲翁和齊薩斯

安菲翁和齊薩斯是希臘神話中的雙胞胎兄弟，創建了底比斯。

## 神話
他們是宙斯和安蒂歐碧之子，在出生後被丟棄在山上，成長後，荷米斯教導安菲翁竪琴，並給他一把黃金竪琴。齊薩斯則成為獵人。根據神話，他們創建了底比斯。安菲翁迎娶妮歐碧，齊薩斯迎娶底比為妻，據說此為底比斯之名的由來。

## 脚注
1. ↑  Roman, L., & Roman, M. (2010). Encyclopedia of Greek and Roman mythology.載於Google圖書